# Алью Нжиє (футболіст, 2005)
Алью Ейбі Нжиє (швед. Alieu Eybi Njie; нар. 11 травня 2005, Бурленге) — шведський футболіст, вінгер італійського клубу «Торіно».

## Клубна кар'єра
До 2021 року виступав за молодіжну команду «Форсса», після чого приєднався до академії італійського «Торіно». 13 липня 2023 року підписав з «Торіно» свій перший професіональний контракт.
Влітку 2024 року переведений до першої команди клубу. 20 вересня 2024 року дебютував в основному складі «Торіно» в матчі Серії A проти «Верони», вийшовши на заміну Самуеле Річчі. 25 жовтня того ж року в поєдинку Серії A проти «Комо» забив свій перший гол у професіональній кар'єрі.

## Кар'єра в збірній
Виступав за збірні Швеції до 19 і до 20 років. У листопаді 2024 року отримав виклик в збірну до 21 року.

## Статистика виступів
Станом на 1 лютого 2025
| Клуб              | Сезон             | Чемпіонат         | Чемпіонат | Чемпіонат | Кубок | Кубок | Єврокубки | Єврокубки | Інші  | Інші | Всього | Всього |
| Клуб              | Сезон             | Дивізіон          | Матчі     | Голи      | Матчі | Голи  | Матчі     | Голи      | Матчі | Голи | Матчі  | Голи   |
| ----------------- | ----------------- | ----------------- | --------- | --------- | ----- | ----- | --------- | --------- | ----- | ---- | ------ | ------ |
| Торіно            | 2024–25           | Серія A           | 16        | 1         | 1     | 0     | —         | —         | —     | —    | 17     | 1      |
| Всього за кар'єру | Всього за кар'єру | Всього за кар'єру | 16        | 1         | 1     | 0     | 0         | 0         | 0     | 0    | 17     | 1      |